# Дудин, Алексей Владимирович
Алексей Владимирович Дудин (13 мая 1977) — российский футболист, защитник. Сыграл 4 матча в премьер-лиге России.

## Карьера
Воспитанник футбольной школы «Тасма» (Казань). В 1993 году играл за команду «Камазовец» (Казань) в первенстве КФК. В 16 лет перешёл в челнинский «КАМАЗ» и начал играть за его дублирующий состав. За следующие пять лет сыграл более 100 матчей за дубль и только 4 раза вышел на поле в матчах высшей лиги в составе первой команды. Первый матч на высшем уровне сыграл 22 июля 1995 года против «Крыльев Советов» (1:2), отыграл первые 70 минут. После вылета «КАМАЗа» в первый дивизион стал игроком его основного состава, и в сезоне-1998 сыграл 39 матчей.
В 1999 году перешёл в казанский «Рубин», но не смог пробиться в основной состав. В последующие сезоны играл в основном за любительские команды Поволжья (становился победителем зоны «Поволжье»/«Приволжье» Первенства КФК в 2000 году, бронзовым призёром — 2005), а на профессиональном уровне выступал в 2002 году за йошкар-олинский «Спартак».